# Euryischia melancholica
Euryischia melancholica är en stekelart som beskrevs av Girault 1913. Euryischia melancholica ingår i släktet Euryischia och familjen växtlussteklar. Inga underarter finns listade i Catalogue of Life.